# 希沙姆·迈希希
希沙姆·迈希希（阿拉伯语：هشام المشيشي，1974年1月—），突尼斯政治家，2020年9月至2021年7月担任突尼西亞總理，7月25日被总统凱斯·賽義德违宪解职。